# Дубровіна Ольга Вікторівна
Ольга Вікторівна Дубровіна (2 травня 1987, Дніпропетровськ) — українська баскетболістка, захисник. У складі національної збірної виступала на трьох чемпіонатах Європи.

## Клуби
| Роки      | Команди                        |
| --------- | ------------------------------ |
| 2005—2008 | «Дніпро» (Дніпропетровськ)     |
| 2008—2009 | ЛКС (Лодзь)                    |
| 2008—2009 | «Шевіп» (Шеген)                |
| 2009—2010 | «Дніпро» (Дніпропетровськ)     |
| 2009—2010 | «Динамо-НПУ» (Київ)            |
| 2010—2011 | «Дукато» (Лукка)               |
| 2010—2011 | «Козачка-ЗАЛК» (Запоріжжя)     |
| 2011—2013 | «Нефтохімік 2010» (Бургас)     |
| 2013—2014 | «Єлізабет-Баскет» (Кіровоград) |
| 2014—2015 | «Хасково 2012»                 |
| 2015—2017 | «Астана Тайгерс»               |
| 2018—2019 | «Монтана 2003»                 |
| 2020—2022 | «Прометей»                     |

## Статистика
| Сезон  | Турнір           | Ігри | Хвилини | Очки | Ср.  | Примітки |
| ------ | ---------------- | ---- | ------- | ---- | ---- | -------- |
| 2009   | Чемпіонат Європи | 3    | 56      | 6    | 2    |          |
| 2013   | Чемпіонат Європи | 3    | 65      | 12   | 4    |          |
| 2015   | Чемпіонат Європи | 4    | 87      | 25   | 6,25 |          |
| Всього | Всього           | 10   | 208     | 43   | 4,3  |          |